# Ізраїльська прибережна рівнина
32°08′47″ пн. ш. 34°48′51″ сх. д. / 32.14647565° пн. ш. 34.8140645° сх. д.
Ізраїльська прибережна рівнина (івр. מישור החוף, Mishor HaHof) — вузька прибережна рівнина, розташована на ізраїльському узбережжі Середземного моря, простягнувшись на 187 км від кордону з Ліваном до Сектору Газа. На цій рівнині мешкає близько 70 % населення Ізраїлю, а сама рівнина поділяється на багато культурно-географічних районів. На всій протяжності рівнина характеризується пісковими пляжами та середземноморським кліматом.

## Фізична географія
Рівнина досить родюча, через що в біблейські часи на деяких її ділянках було розвинуте сільське господарство, хоча пізніше практично всі ці райони були покинуті і відновлені знову лише сіоністськими переселенцями. Зараз тут знаходяться найпродуктивніші сільськогосподарські райони країни, зокрема райони вирощування цитрусових. Ґрунти характеризуються двома типами річкових відкладень: темним та важким, зручні для орних земель, та пісковим, ідеальним для цитрусових.
На всій довжині рівнину перетинають лише дві постійні річки: Яркон, що впадає у Середземне море біля міста Петах-Тіква, і Кішон, що впадає у море в затоці Хайфа, на північ від міста Хайфа.

## Населення
На прибережній рівнині мешкає 70 % населення Ізраїлю, здебільшого в агломераціях Гуш-Дан (Тель-Авів) і Хайфа-Крайот. Переважно це єврейські поселення, араби складають менш ніж 4 % населення рівнини.
Рівнина була населена кілька тисячоліть, згадки про це залишилися як в Біблії, так і в інших джерелах. За даними археологічних розкопок, район вже був населений близько 5500 років тому протягом бронзової доби, але ймовірно у той час частина населення покинула його через зміну клімату та заболочення. Поселення існували на всій площі рівнини, а через неї проходив важливий торговий шлях єгиптян.

## Райони

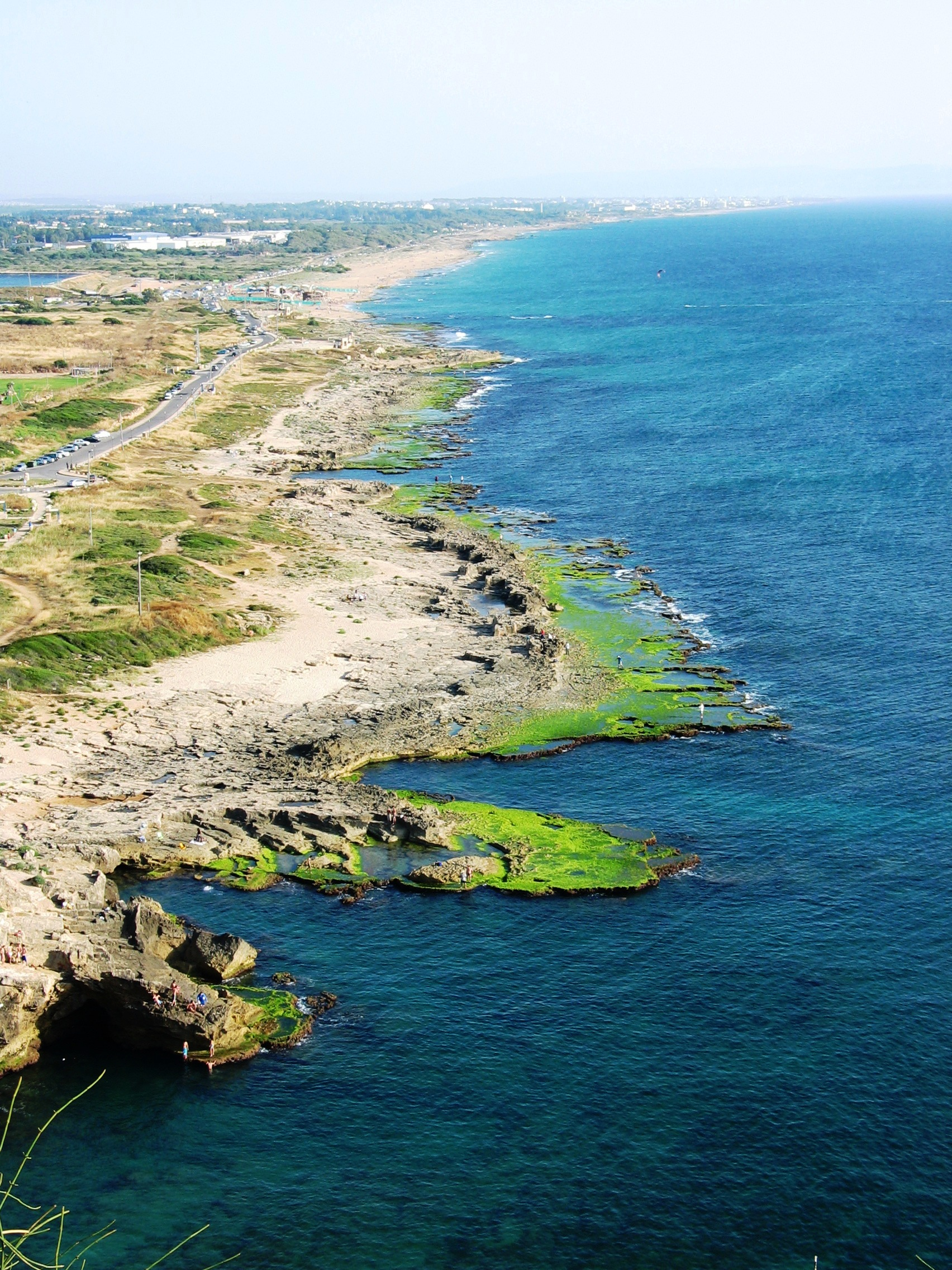
Скелясте узбережжя країньої півночі країни

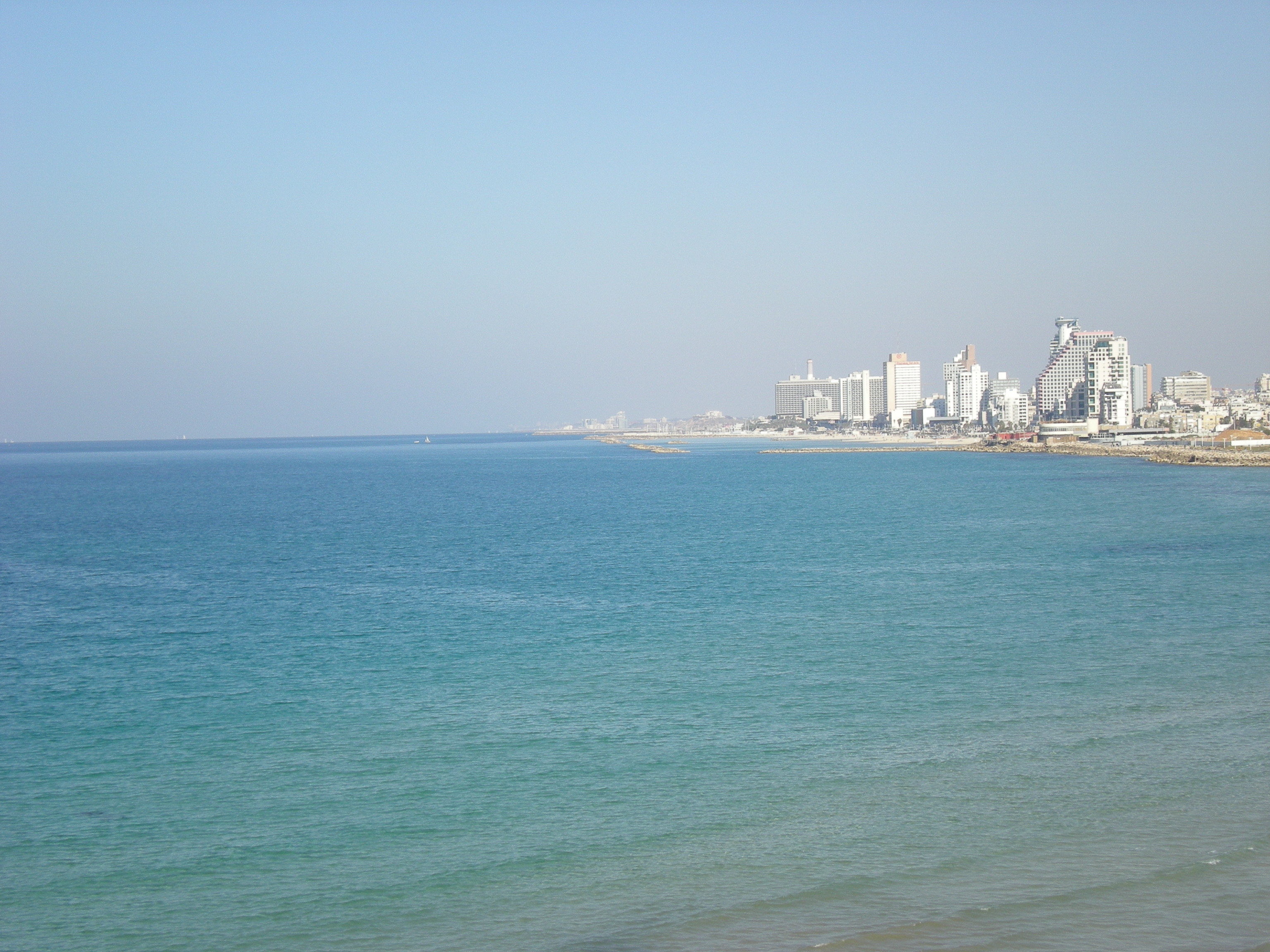
Урбанізоване узбережжя біля Тель-Авіву

З півночі на південь прибережна рівнина поділяється на наступні райони:

### Західна Галілея
Західна Галілея (також відома як Північне узбережжя або Зебулунська рівнина) — район прибережної рівнини від скель Рош-га-Нікра та кібуцу Рош-га-Нікра на півночі до міста Хайфа. Це родюча область, яка містить в місто Нахарія і багато мошавів і кібуців. Часто також виділяють окремий регіон Прибережної рівнини Акко, на якій розташовані міські райони, включаючи місто Акко і північне передмістя Хайфи Крайот, а також сільськогосподарські райони). На узбережжі багато невеликих островів

### Гоф-га-Кармель
Район Хоф-га-Кармель (долина Кармель) розташований між Хайфою та містом Зіхрон-Яаков та між узбережжям та масивом Кармель. Це найвужча ділянка Прибережної рівнини, що характеризується змитими з гір ґрунтами, що робить його дуже родючим. Окрім міста Хайфа, район сільський і не містить великих поселень.

### Рівнина Шарон
Рівнина Шарон є наступною ділянкою Прибережної рівнини, що простягнулася між містами Зіхрон-Яаков і горами Кармель на півночі та містом Тель-Авів і річкою Яркон на півдні. Це найгустіше населена частина країни, тут знаходиться багато великих міст, таких як Нетанья і Герцлія, рівно як і велике число невеликих поселень вглибині.

### Центральна прибережна рівнина
Центральна прибережна рівнина розташована між Тель-Авівом і поселенням Нахал-Шікма, тут розташовані такі міста як Бат-Ям і Рішон-ле-Ціон та сільські поселення.

### Шфела
Південна прибережна рівнина також відома як Шфела, Юдейська рівнина або Західний Неґев. Ґрунти цієї рівнини досить родючі, а рельєф тут стає більш бугристим, із висотами до 450 м. Шфела простягається до Сектору Газа, а на території Ізраїлю поділяється на дві частини.
- Північна частина цієї ділянки, Бесор, вкрита саваною та досить щільно населена.
- Південна частина, Аґур-Халуца, населена дуже мало[3].